# Georgios Papanikolaou

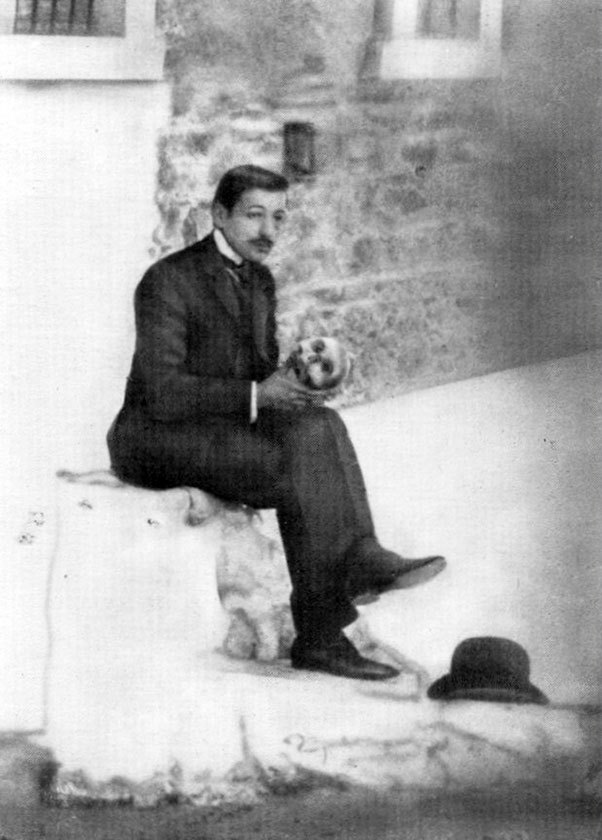
Georgios Papanikolaou.

Georgios N. Papanikolaou of George Papanicolaou (Grieks: Γεώργιος Παπανικολάου) (Kimi (eiland Euboea), 13 mei 1883 – Miami, 19 februari 1962) was een Griekse arts en pionier van de cytologie en het ontdekken van kanker in een vroeg stadium.
Hij studeerde aan de Universiteit van Athene waar hij zijn medisch diploma behaalde in 1904. Zes jaar later behaalde hij zijn PhD van de Universiteit van München, Duitsland. In 1913 emigreerde hij naar de Verenigde Staten om daar in de afdeling Pathologie van het New York Hospital en de afdeling Anatomie van het Weill Medical College of Cornell University te werken. Hij stelde als eerste vast dat men een diagnose kon stellen van baarmoederhalskanker via een vaginaal uitstrijkje in 1928, maar het belang van zijn werk werd pas erkend na de publicatie van het boek 'Diagnosis of Uterine Cancer by the Vaginal Smear' (dat hij samen schreef met Herbert Traut) in 1943. Het boek heeft het over de voorbereiding van een uitstrijkje, de fysiologische veranderingen van cellen tijdens de menstruele cyclus, het effect van verscheidene pathologische condities, en de waargenomen veranderingen in het endometrium en de cervix wanneer men kanker heeft. Hij werd bekend om het uitvinden van zijn "Papanicolaou's test", of het uitstrijkje (in het Engels heeft men het ook wel over de "Pap smear"). Deze test wordt nu wereldwijd gebruikt voor de ontdekking en preventie van baarmoederhalskanker en andere cytologische ziekten van het vrouwelijke reproductieve systeem.
In 1961 verhuisde Papanikolaou naar Miami om daar het "Papanicolaou Cancer Research Institute" te stichten aan de Universiteit van Miami, maar hij stierf in 1962, nog voor het instituut geopend werd.
Dr. Georgios Papanikolaou heeft ook de Lasker Award in ontvangst mogen nemen.